# Temporada 2023 del Campeonato Mundial de Supersport 300
La Temporada 2023 del Campeonato Mundial de Supersport 300 fue la séptima temporada del Campeonato Mundial de Supersport 300.
En esta temporada entre los constructores la marca china Kove Moto hizo su debut en el campeonato conpitiendo con su moto denominada Kove 321RR.
El campeonato lo ganó Jeffrey Buis en la ronda portuguesa, el piloto neerlandés hizo historia en WorldSSP300 al convertirse en el primer piloto bicampeón de la categoría.

## Calendario y resultados
El 8 de noviembre de 2022, Dorna Sports hizo público un calendarío provisional para 2023.
| Calendario 2023 | Calendario 2023 | Calendario 2023 | Calendario 2023                       | Calendario 2023  | Calendario 2023          | Calendario 2023     | Calendario 2023     | Calendario 2023                        | Calendario 2023     |
| Ronda           | Ronda           | País            | Circuito                              | Fecha            | Superpole                | Vuelta Rápida       | Piloto ganador      | Equipo ganador                         | Constructor ganador |
| --------------- | --------------- | --------------- | ------------------------------------- | ---------------- | ------------------------ | ------------------- | ------------------- | -------------------------------------- | ------------------- |
| 1               | R1              | Países Bajos    | TT Circuit Assen                      | 22 de abril      | Matteo Vanucci           | Jeffrey Buis        | Petr Svoboda        | Fusport-RT Motorsports by SKM-Kawasaki | Kawasaki            |
| 1               | R2              | Países Bajos    | TT Circuit Assen                      | 23 de abril      | Matteo Vanucci           | Yeray Saiz Marquez  | Petr Svoboda        | Fusport-RT Motorsports by SKM-Kawasaki | Kawasaki            |
| 2               | R1              | Cataluña        | Circuit de Barcelona-Catalunya        | 6 de mayo        | Humberto Maier           | Samuel di Sora      | Jeffrey Buis        | MTM Kawasaki                           | Kawasaki            |
| 2               | R2              | Cataluña        | Circuit de Barcelona-Catalunya        | 7 de mayo        | Humberto Maier           | Samuel di Sora      | Mirko Gennai        | Team BrCorse                           | Yamaha              |
| 3               | R1              | Emilia-Romaña   | Misano World Circuit Marco Simoncelli | 3 de junio       | Jeffrey Buis             | Fenton Seabright    | Bruno Ieraci        | ProDina Racing WorldSSP300             | Kawasaki            |
| 3               | R2              | Emilia-Romaña   | Misano World Circuit Marco Simoncelli | 4 de junio       | Jeffrey Buis             | Devis Bergamini     | Bruno Ieraci        | ProDina Racing WorldSSP300             | Kawasaki            |
| 4               | R1              | Italia          | Autodromo Enzo e Dino Ferrari         | 15 de julio      | Dirk Geiger              | Matteo Vanucci      | Matteo Vanucci      | AG Motorsport Italia Yamaha            | Yamaha              |
| 4               | R2              | Italia          | Autodromo Enzo e Dino Ferrari         | 16 de julio      | Dirk Geiger              | José Manuel Osuna   | Dirk Geiger         | Freudenberg KTM-Paligo Racing          | KTM                 |
| 5               | R1              | República Checa | Autodrom Most                         | 29 de julio      | José Luis Pérez Gonzalez | Aldi Satya Mahendra | Lennox Lehmann      | Freudenberg KTM-Paligo Racing          | KTM                 |
| 5               | R2              | República Checa | Autodrom Most                         | 30 de julio      | José Luis Pérez Gonzalez | Aldi Satya Mahendra | Aldi Satya Mahendra | Team BrCorse                           | Yamaha              |
| 6               | R1              | Francia         | Circuit de Nevers Magny-Cours         | 9 de septiembre  | Dirk Geiger              | Fenton Seabright    | Jeffrey Buis        | MTM Kawasaki                           | Kawasaki            |
| 6               | R2              | Francia         | Circuit de Nevers Magny-Cours         | 10 de septiembre | Dirk Geiger              | Fenton Seabright    | Jeffrey Buis        | MTM Kawasaki                           | Kawasaki            |
| 7               | R1              | Aragón          | MotorLand Aragón                      | 23 de septiembre | Matteo Vanucci           | Matteo Vanucci      | Loris Veneman       | MTM Kawasaki                           | Kawasaki            |
| 7               | R2              | Aragón          | MotorLand Aragón                      | 24 de septiembre | Matteo Vanucci           | Fenton Seabright    | Jeffrey Buis        | MTM Kawasaki                           | Kawasaki            |
| 8               | R1              | Portugal        | Algarve International Circuit         | 30 de septiembre | José Luis Pérez Gonzalez | Mirko Gennai        | Mirko Gennai        | Team BrCorse                           | Yamaha              |
| 8               | R2              | Portugal        | Algarve International Circuit         | 1 de octubre     | José Luis Pérez Gonzalez | Dirk Geiger         | Mirko Gennai        | Team BrCorse                           | Yamaha              |

## Equipos y pilotos
| Parrilla 2023                            | Parrilla 2023 | Parrilla 2023 | Parrilla 2023 | Parrilla 2023            | Parrilla 2023 |
| Equipo                                   | Constructor   | Moto          | No.           | Piloto                   | Rondas        |
| ---------------------------------------- | ------------- | ------------- | ------------- | ------------------------ | ------------- |
| Accolade Smrž Racing BGR                 | Kawasaki      | Ninja 400     | 16            | Maxim Repák              | 5             |
| Accolade Smrž Racing BGR                 | Kawasaki      | Ninja 400     | 27            | Christopher Clark        | 7–8           |
| Accolade Smrž Racing BGR                 | Kawasaki      | Ninja 400     | 35            | Yeray Saiz Marquez       | 1–3           |
| Accolade Smrž Racing BGR                 | Kawasaki      | Ninja 400     | 73            | José Luis Pérez Gonzalez | Todas         |
| Accolade Smrž Racing BGR                 | Kawasaki      | Ninja 400     | 78            | Levi Badie               | 6             |
| Deza-Box 77 Racing Team                  | Kawasaki      | Ninja 400     | 44            | Antonio Torres Dominguez | 7             |
| Deza-Box 77 Racing Team                  | Kawasaki      | Ninja 400     | 71            | Iván Bolaño Hernandez    | 2             |
| Deza-Box 77 Racing Team                  | Kawasaki      | Ninja 400     | 77            | José Manuel Osuna        | Todas         |
| Fusport-RT Motorsports by SKM-Kawasaki   | Kawasaki      | Ninja 400     | 53            | Petr Svoboda             | Todas         |
| Fusport-RT Motorsports by SKM-Kawasaki   | Kawasaki      | Ninja 400     | 69            | Troy Alberto             | Todas         |
| Gradaracorse                             | Kawasaki      | Ninja 400     | 31            | Jason Roberto Sarchi     | 4             |
| Kawasaki GP Project                      | Kawasaki      | Ninja 400     | 47            | Fenton Seabright         | Todas         |
| Kawasaki GP Project                      | Kawasaki      | Ninja 400     | 88            | Daniel Mogeda            | Todas         |
| Molenaar Racing Team                     | Kawasaki      | Ninja 400     | 14            | Sven Doornenbal          | 1             |
| Molenaar Racing Team                     | Kawasaki      | Ninja 400     | 18            | Thom Molenaar            | 1             |
| MTM Kawasaki                             | Kawasaki      | Ninja 400     | 6             | Jeffrey Buis             | Todas         |
| MTM Kawasaki                             | Kawasaki      | Ninja 400     | 7             | Loris Veneman            | Todas         |
| ProDina Racing WorldSSP300               | Kawasaki      | Ninja 400     | 8             | Bruno Ieraci             | 3–4           |
| ProDina Racing WorldSSP300               | Kawasaki      | Ninja 400     | 23            | Samuel di Sora           | Todas         |
| ProDina Racing WorldSSP300               | Kawasaki      | Ninja 400     | 25            | Mattia Martella          | 1–3, 5–8      |
| Quaresma Racing Team                     | Kawasaki      | Ninja 400     | 79            | Tomas Alonso             | 8             |
| Rame Moto Racing                         | Kawasaki      | Ninja 400     | 61            | Dinis Borges             | 8             |
| Team#109 Kawasaki                        | Kawasaki      | Ninja 400     | 11            | Astrid Madrigal          | 6–8           |
| Team#109 Kawasaki                        | Kawasaki      | Ninja 400     | 19            | Alessandro Zanca         | Todas         |
| Team#109 Kawasaki                        | Kawasaki      | Ninja 400     | 51            | Juan Pablo Uriostegui    | 1–5           |
| Team Flembbo-PL Performances             | Kawasaki      | Ninja 400     | 48            | Julio García             | Todas         |
| Team Flembbo-PL Performances             | Kawasaki      | Ninja 400     | 85            | Kevin Sabatucci          | Todas         |
| China Racing Team                        | Kove          | 321RR         | 9             | Zhan Junhao              | 3             |
| China Racing Team                        | Kove          | 321RR         | 22            | Marc García              | 4–8           |
| China Racing Team                        | Kove          | 321RR         | 98            | Shengjunjie Zhou         | 1–2           |
| Freudenberg KTM-Paligo Racing            | KTM           | RC 390 R      | 28            | Lennox Lehmann           | 1–7           |
| Freudenberg KTM-Paligo Racing            | KTM           | RC 390 R      | 29            | Walid Khan               | 5             |
| Freudenberg KTM-Paligo Racing            | KTM           | RC 390 R      | 60            | Dirk Geiger              | Todas         |
| Freudenberg KTM-Paligo Racing            | KTM           | RC 390 R      | 66            | Phillip Tonn             | 8             |
| AG Motorsport Italia Yamaha              | Yamaha        | YZF-R3        | 41            | Raffaele Tragni          | 1–3, 5–8      |
| AG Motorsport Italia Yamaha              | Yamaha        | YZF-R3        | 91            | Matteo Vanucci           | Todas         |
| Arco Motor University Team               | Yamaha        | YZF-R3        | 17            | Ruben Bijman             | Todas         |
| Arco Motor University Team               | Yamaha        | YZF-R3        | 32            | Krittapat Keankum        | 5             |
| Arco Motor University Team               | Yamaha        | YZF-R3        | 55            | Unai Calatayud           | 2             |
| Arco Motor University Team               | Yamaha        | YZF-R3        | 55            | Unai Calatayud           | 6–8           |
| Arco Motor University Team               | Yamaha        | YZF-R3        | 80            | Gabriele Mastroluca      | 1–4           |
| Arco Motor University Team               | Yamaha        | YZF-R3        | 96            | Marc Vich Gil            | 7             |
| ProGP Racing                             | Yamaha        | YZF-R3        | 81            | Ioannis Peristeras       | Todas         |
| ProGP Racing                             | Yamaha        | YZF-R3        | 13            | Devis Bergamini          | Todas         |
| Racestar                                 | Yamaha        | YZF-R3        | 4             | Emanuele Cazzaniga       | 3             |
| Sublime Racing by MS Racing              | Yamaha        | YZF-R3        | 15            | Alfonso Coppola          | 4             |
| Sublime Racing by MS Racing              | Yamaha        | YZF-R3        | 24            | Michel Agazzi            | 4             |
| Sublime Racing by MS Racing              | Yamaha        | YZF-R3        | 34            | Eitan Gras Cordon        |               |
| Sublime Racing by MS Racing              | Yamaha        | YZF-R3        | 45            | Clement Rouge            | 1–2           |
| Sublime Racing by MS Racing              | Yamaha        | YZF-R3        | 46            | Kas Beekmans             | 1             |
| Sublime Racing by MS Racing              | Yamaha        | YZF-R3        | 51            | Juan Pablo Uriostegui    | 6–8           |
| Sublime Racing by MS Racing              | Yamaha        | YZF-R3        | 62            | Kevin Santos Fontainha   | 5             |
| Sublime Racing by MS Racing              | Yamaha        | YZF-R3        | 99            | Galang Hendra Pratama    | 2–3, 5–8      |
| Team BrCorse                             | Yamaha        | YZF-R3        | 26            | Mirko Gennai             | Todas         |
| Team BrCorse                             | Yamaha        | YZF-R3        | 57            | Aldi Satya Mahendra      | 5             |
| Team BrCorse                             | Yamaha        | YZF-R3        | 93            | Marco Gaggi              | Todas         |
| Yamaha MS Racing/AD78 Latin America Team | Yamaha        | YZF-R3        | 12            | Humberto Maier           | Todas         |
| Yamaha MS Racing/AD78 Latin America Team | Yamaha        | YZF-R3        | 39            | Enzo Valentim Garcia     | 1–7           |
| Yamaha MS Racing/AD78 Latin America Team | Yamaha        | YZF-R3        | 62            | Kevin Santos Fontainha   | 8             |

| Leyenda             | Leyenda |
| ------------------- | ------- |
| Piloto Titular      |         |
| Piloto Invitado     |         |
| Piloto de reemplazo |         |

## Resultados
Sistema de puntuación
| Posición | 1º | 2º | 3º | 4º | 5º | 6º | 7º | 8º | 9º | 10º | 11º | 12º | 13º | 14º | 15º |
| Puntos   | 25 | 20 | 16 | 13 | 11 | 10 | 9  | 8  | 7  | 6   | 5   | 4   | 3   | 2   | 1   |

### Campeonato de pilotos
| Pos. | Piloto                   | Moto     | ASS | ASS | BAR | BAR | MIS | MIS | IMO | IMO | MOS | MOS | MAG | MAG | ARA | ARA | POR | POR | Pts. |
| Pos. | Piloto                   | Moto     | R1  | R2  | R1  | R2  | R1  | R2  | R1  | R2  | R1  | R2  | R1  | R2  | R1  | R2  | R1  | R2  | Pts. |
| ---- | ------------------------ | -------- | --- | --- | --- | --- | --- | --- | --- | --- | --- | --- | --- | --- | --- | --- | --- | --- | ---- |
| 1    | Jeffrey Buis             | Kawasaki | 8   | Ret | 1   | 3   | 11  | Ret | 3   | 4   | 9   | 7   | 1   | 1   | 2   | 1   | 8   | 11  | 207  |
| 2    | José Luis Pérez Gonzaléz | Kawasaki | 4   | 4   | 9   | 4   | 4   | 8   | 4   | 6   | 5   | 3   | 5   | 3   | 4   | 9   | 3   | 2   | 200  |
| 3    | Mirko Gennai             | Yamaha   | 11  | 5   | 3   | 1   | 2   | 7   | 7   | Ret | 21  | Ret | 14  | 2   | 19  | 4   | 1   | 1   | 180  |
| 4    | Dirk Geiger              | KTM      | 3   | 7   | 6   | 6   | 10  | 2   | 2   | 1   | 18  | 23  | 4   | 9   | 26  | 5   | 5   | 3   | 174  |
| 5    | Matteo Vanucci           | Yamaha   | 24  | 3   | 8   | 2   | 6   | Ret | 1   | 2   | 24  | 20  | 7   | Ret | 13  | 2   | 4   | 5   | 155  |
| 6    | Petr Svoboda             | Kawasaki | 1   | 1   | 4   | 10  | Ret | 3   | 14  | 8   | 6   | 8   | 13  | 11  | Ret | Ret | 19  | Ret | 121  |
| 7    | Humberto Maier           | Yamaha   | 6   | 2   | 5   | 8   | 3   | Ret | 5   | 3   | 23  | 9   | Ret | 10  | 17  | 16  | 14  | 10  | 113  |
| 8    | Loris Veneman            | Kawasaki | 9   | Ret | Ret | 19  | 14  | 4   | Ret | 15  | 10  | Ret | 3   | 5   | 1   | 6   | 7   | 7   | 109  |
| 9    | Daniel Mogeda            | Kawasaki | 16  | 14  | 7   | 5   | 22  | 14  | Ret | 18  | 3   | 16  | 6   | 4   | 3   | 7   | 9   | 4   | 108  |
| 10   | Marco Gaggi              | Yamaha   | 5   | 10  | 17  | 13  | 7   | 6   | 17  | 13  | 2   | Ret | 25  | 25  | 8   | 3   | 2   | Ret | 106  |
| 11   | Samuel di Sora           | Kawasaki | 2   | 6   | 2   | NC  | 8   | 9   | 9   | 17  | Ret | 5   | Ret | 15  | Ret | Ret | 10  | 8   | 98   |
| 12   | Kevin Sabatucci          | Kawasaki | 15  | 9   | Ret |     | 5   | 13  | 6   | 7   | 22  | 14  | 2   | 6   | 11  | 11  | 6   | 13  | 96   |
| 13   | Fenton Seabright         | Kawasaki | 10  | 11  | Ret | 14  | 15  | 5   | 10  | Ret | 7   | 6   | 8   | 8   | 10  | 10  | 11  | 9   | 90   |
| 14   | Bruno Ieraci             | Kawasaki |     |     |     |     | 1   | 1   | 18  | 9   |     |     |     |     |     |     |     |     | 57   |
| 15   | José Manuel Osuna Saez   | Kawasaki | Ret | 22  | 13  | 9   | 19  | 17  | Ret | 12  | 17  | 2   | 24  | 7   | 6   | 12  | Ret | DNS | 57   |
| 16   | Lennox Lehmann           | KTM      | Ret | Ret | Ret | 15  | 17  | 16  | 12  | 5   | 1   | 22  | 11  | 17  | Ret | DNS |     |     | 46   |
| 17   | Julio García             | Kawasaki | 13  | 12  | 12  | 12  | Ret | 20  | 11  | 14  | 11  | 17  | Ret | 16  | 7   | 13  | 13  | 12  | 46   |
| 18   | Ruben Bijman             | Yamaha   | Ret | 13  | 20  | Ret | 25  | 10  | 26  | Ret | 26  | 11  | 9   | 12  | 5   | Ret | 15  | 17  | 37   |
| 19   | Galang Hendra Pratama    | Yamaha   |     |     | 10  | 11  | 12  | 12  |     |     | Ret | 25  | 16  | 13  | 12  | 15  | 26  | 6   | 37   |
| 20   | Devis Bergamini          | Yamaha   | 7   | Ret | 18  | 22  | 16  | 11  | 20  | 10  | 19  | 21  | 10  | Ret | 18  | 8   | DNS | 15  | 35   |
| 21   | Enzo Valentim Garcia     | Yamaha   | 12  | 8   | 11  | 7   | 9   | 15  | 21  | 20  | Ret | 24  | Ret | 20  | DNS | DNS |     |     | 34   |
| 22   | Aldi Satya Mahendra      | Yamaha   |     |     |     |     |     |     |     |     | 16  | 1   |     |     |     |     |     |     | 25   |
| 23   | Marc García              | Kove     |     |     |     |     |     |     | 8   | 21  | 8   | Ret | 12  | 14  | Ret | DNS | 25  | Ret | 24   |
| 24   | Alessandro Zanca         | Kawasaki | 14  | 18  | Ret | 24  | 13  | Ret | 13  | 11  | 15  | 12  | 21  | 24  | 20  | 17  | 20  | 26  | 18   |
| 25   | Kevin Santos Fontainha   | Yamaha   |     |     |     |     |     |     |     |     | Ret | 4   |     |     |     |     | 17  | 14  | 15   |
| 26   | Ioannis Peristeras       | Yamaha   | 23  | 23  | 16  | 20  | 24  | 23  | 22  | 25  | 4   | 18  | 19  | 21  | 21  | 21  | 23  | 25  | 13   |
| 27   | Unai Calatayud           | Yamaha   |     |     | Ret | Ret |     |     |     |     |     |     | 22  | 22  | 9   | 14  | 27  | 18  | 9    |
| 28   | Walid Khan               | KTM      |     |     |     |     |     |     |     |     | Ret | 10  |     |     |     |     |     |     | 6    |
| 29   | Maxim Repák              | Kawasaki |     |     |     |     |     |     |     |     | 13  | 13  |     |     |     |     |     |     | 6    |
| 30   | Juan Pablo Uriostegui    | Kawasaki | 18  | Ret | Ret | Ret | Ret |     | 15  | 19  | 12  | Ret | 18  | Ret | 16  | 18  | 16  | 20  | 5    |
| 31   | Tomas Alonso             | Kawasaki |     |     |     |     |     |     |     |     |     |     |     |     |     |     | 12  | 22  | 4    |
| 32   | Raffaele Tragni          | Yamaha   | 22  | 26  | Ret | 18  | 21  | 21  | 24  | 23  | 14  | 15  | 20  | 23  | 22  | 22  | Ret | 23  | 3    |
| 33   | Yeray Saiz Márquez       | Kawasaki | 19  | 15  | 14  | 17  | Ret | Ret |     |     |     |     |     |     |     |     |     |     | 3    |
| 34   | Marc Vich Gil            | Yamaha   |     |     |     |     |     |     |     |     |     |     |     |     | 14  | Ret |     |     | 2    |
| 35   | Troy Alberto             | Kawasaki | 17  | 16  | 15  | 16  | 23  | 18  | 16  | 16  | 20  | Ret | 17  | 16  | 15  | Ret | 18  | 19  | 2    |
| 36   | Mattia Martella          | Kawasaki | Ret | 17  | Ret | 21  | 20  | Ret | 25  | 22  | 25  | 19  | 15  | 19  | 23  | 19  | 24  | 21  | 1    |
|      | Gabriele Mastroluca      | Yamaha   | Ret | 24  | Ret | Ret | 18  | 22  | 23  | 24  |     |     |     |     |     |     |     |     | 0    |
|      | Kas Beekmans             | Yamaha   | 21  | 19  |     |     |     |     |     |     |     |     |     |     |     |     |     |     | 0    |
|      | Clement Rouge            | Yamaha   | 25  | 25  | 19  | 23  |     |     |     |     |     |     |     |     |     |     |     |     | 0    |
|      | Emanuele Cazzaniga       | Yamaha   |     |     |     |     | Ret | 19  |     |     |     |     |     |     |     |     |     |     | 0    |
|      | Jason Roberto Sarchi     | Kawasaki |     |     |     |     |     |     | 19  | 27  |     |     |     |     |     |     |     |     | 0    |
|      | Sven Doornenbal          | Kawasaki | 20  | 21  |     |     |     |     |     |     |     |     |     |     |     |     |     |     | 0    |
|      | Thom Molenaar            | Kawasaki | Ret | 20  |     |     |     |     |     |     |     |     |     |     |     |     |     |     | 0    |
|      | Iván Bolaño Hernandez    | Kawasaki |     |     | 21  | 25  |     |     |     |     |     |     |     |     |     |     |     |     | 0    |
|      | Shengjunjie Zhou         | Kove     | Ret | 27  | 22  | 26  |     |     |     |     |     |     |     |     |     |     |     |     | 0    |
|      | Levi Badie               | Kawasaki |     |     |     |     |     |     |     |     |     |     | 23  | 26  |     |     |     |     | 0    |
|      | Zhan Junhao              | Kove     |     |     |     |     | DNQ | DNQ |     |     |     |     |     |     |     |     |     |     | 0    |
|      | Alfonso Coppola          | Yamaha   |     |     |     |     |     |     | Ret | Ret |     |     |     |     |     |     |     |     | 0    |
|      | Michel Agazzi            | Yamaha   |     |     |     |     |     |     | Ret | Ret |     |     |     |     |     |     |     |     | 0    |
|      | Krittapat Keankum        | Yamaha   |     |     |     |     |     |     |     |     | DNS | DNS |     |     |     |     |     |     | 0    |
|      | Astrid Madrigal          | Kawasaki |     |     |     |     |     |     |     |     |     |     | DNQ | DNQ | 25  | 23  | DNQ | DNQ | 0    |
|      | Antonio Torres Dominguez | Kawasaki |     |     |     |     |     |     |     |     |     |     |     |     | Ret | 20  |     |     | 0    |
|      | Christopher Clark        | Kawasaki |     |     |     |     |     |     |     |     |     |     |     |     | 24  | Ret | 27  | 27  | 0    |
|      | Dinis Borges             | Kawasaki |     |     |     |     |     |     |     |     |     |     |     |     |     |     | 21  | 24  | 0    |
|      | Phillip Tonn             | KTM      |     |     |     |     |     |     |     |     |     |     |     |     |     |     | Ret | 16  | 0    |
| Pos. | Piloto                   | Moto     | ASS | ASS | BAR | BAR | MIS | MIS | IMO | IMO | MOS | MOS | MAG | MAG | ARA | ARA | POR | POR | Pts. |

| Color     | Resultado                                                               |
| --------- | ----------------------------------------------------------------------- |
| Oro       | Ganador                                                                 |
| Plata     | 2.ª plaza                                                               |
| Bronce    | 3.ª plaza                                                               |
| Verde     | Finalizó en los puntos                                                  |
| Azul      | Finalizó sin puntos                                                     |
| Azul      | NC - No clasificado                                                     |
| Violeta   | Ret - No terminó (Carrera)                                              |
| Rojo      | DNQ - No se clasificó                                                   |
| Negro     | DSQ - Descalificado                                                     |
| Blanco    | DNS - No empezó (carrera)                                               |
| Blanco    | WD - Retirado (fin de semana)                                           |
| Blanco    | C - Carrera cancelada                                                   |
| Sin color | DNP - Inscrito pero no participó                                        |
| Sin color | INJ - Lesionado                                                         |
| Sin color | EX - Excluido                                                           |
| Estado    | Resultado                                                               |
| Negrita   | Pole position                                                           |
| Cursiva   | Vuelta rápida                                                           |
| †         | Abandona, pero clasifica al completar el porcentaje requerido para ello |

### Campeonato de constructores
| Pos. | Constructor | ASS | ASS | BAR | BAR | MIS | MIS | IMO | IMO | MOS | MOS | MAG | MAG | ARA | ARA | POR | POR | Pts. |
| Pos. | Constructor | R1  | R2  | R1  | R2  | R1  | R2  | R1  | R2  | R1  | R2  | R1  | R2  | R1  | R2  | R1  | R2  | Pts. |
| ---- | ----------- | --- | --- | --- | --- | --- | --- | --- | --- | --- | --- | --- | --- | --- | --- | --- | --- | ---- |
| 1    | Kawasaki    | 1   | 1   | 1   | 3   | 1   | 1   | 3   | 4   | 3   | 2   | 1   | 1   | 1   | 1   | 3   | 2   | 342  |
| 2    | Yamaha      | 5   | 2   | 3   | 1   | 2   | 6   | 1   | 2   | 2   | 1   | 7   | 2   | 5   | 2   | 1   | 1   | 302  |
| 3    | KTM         | 3   | 7   | 6   | 6   | 10  | 2   | 2   | 1   | 1   | 10  | 4   | 9   | 26  | 5   | 5   | 3   | 205  |
| 4    | Kove        | Ret | 27  | 22  | 26  | DNQ | DNQ | 8   | 21  | 8   | Ret | 12  | 14  | Ret | DNS | 25  | Ret | 22   |
| Pos. | Constructor | ASS | ASS | BAR | BAR | MIS | MIS | IMO | IMO | MOS | MOS | MAG | MAG | ARA | ARA | POR | POR | Pts. |